# Григор Хлатеци
Григо́р Хлатеци́ (арм. Գրիգոր Խլաթեցի, также Цере́нц, Бзнунеци́ арм. Ծերենց, Բզնունեցի 1350 — 1425) — армянский мыслитель, поэт, историк, музыкант, педагог и церковный деятель XIV—XV вв..

## Биография
Родился в 1350 году в городe Хлат гавара  Бзнуник провинции Туруберан. Прозвище Церенц закрепилось за Григором из за имени отца — Цер. Начальное обучение получил в школе монастыря Ципнаванк, у Вардана отшельника (1361—67). В 1367—1377 годах занимается проповеданием и церковной деятельностью. Продолжает образование в Воротнаванке, у Овнана Воротнеци (1378—1386), потом в Харабаставанке, у Саргиса Апракунеци (1386—1388). После окончания учёбы в 1388 году начинает педагогическую деятельность в Харабаставанке, в 1406 году становится настоятелем монастыря. В 1408 году переезжает в Мецопаванк, но через некоторое время возвращается в родные края и основывает свою школу в Ципнаванке. В 1419 году, в 70-летнем возрасте, совершает паломничество в Иерусалим. Был убит, по словам Товмы Мецопеци "грязным народом Мидии", в мае 1425 года в Ципнаванке. Один из его учеников — Аракел Багишеци, посвятил ему стихотворение «Элегия на смерть Григора Церенца вардапета Хлатеци» (1425), а позже написал и его житие «История превосходного и светозарного вардапета нашего Григора Хлатеци Церенца» (1426).

## Творчество
Григор Хлатеци оставил большое и разнообразное творческое наследие. Сохранились отредактированные им многочисленные сборники рукописей, в том числе и самый объёмный «Айсмавурк». Написал 24 «Житий» армянских святых. Среди написанных Григором стихотворений особое место занимает 460-строчная поэма «Воспоминания о бедствиях» (опубликована в 1897 году в Вагаршапате). В ней автор рассказывает о бедствиях, постигших Армению из-за постоянных нашествий Тимуридов в 1386—1422 годах. Помимо литературной ценности, «Воспоминания» Григора имеют большое значение для изучения истории региона в этот период времени, поскольку Григор писал о событиях, очевидцем которых он был. Хлатеци занимался также изучением музыки, собирал старые и редкие песни, которые позже вошли в составленный им сборник. Славился искусным певцом. Был и миниатюристом, многие свои работы дополнял картинами. Особую историческую ценность представляют его письма настоятелям разных армянских монастырей. Около двадцати таких писем Григора Хлатеци сохранились в сочинении Товмы Мецопеци. Музыковедческое значение имеют его труды «Совет церквям» и «Восхваление псалмам».

#### Сочинения
- «Воспоминания о бедствиях» (арм. «Յիշատակարան աղէտից») — историческая поэма (1422 г.)
- «Новые жития» (арм. «Նոր վկայաբանություն»)[17] — сборник кратких житий святых Армянской Апостольской церкви (1401 г.). Добавлен позже в «Айсмавурк». Опубликован в 1706 году в Константинополе.
- «Совет церквям» (арм. «Խրատ ժամատեղաց»)
- «Восхваление псалмам» (арм. «Գովութիւն Սաղմոսի»)
- «Духовные песни» (арм. «Հոգեւոր երգք»)[17] — церковные песни
- «Избранный сборник» (арм. «Ճառընտիր») — сборник риторических речей[4]

## Комментарии
1. ↑  Айсмавурк — сборник житий святых в армянской литературе. Известны четыре редакции «Айсмавурка» (Исраэл Хаченци, Киракос Гандзакеци, Григор Анаварзеци и Григор Хлатеци).